# Gioacchino Greco
Gioacchino Greco, zvaný Il Calabrese (1600 – asi 1634) byl italský šachový mistr a teoretik. Je považovaný za nejvýznamnějšího šachistu 17. století.
Greco významně obohatil teorii zahájení a s jednoduchou přesností porážel všechny své soupeře. Svým kombinačním pojetím hry a analýzami systémů zahájení ovlivnil vedení šachových partií na dalších sto let do budoucnosti. Některé jím uvedené varianty italské hry (1. e4 e5 2. Jf3 Jc6 3. Sc4 Sc5), vídeňské hry (1. e4 e5 2. Jc3) a královského gambitu se v příručkách přetiskují dodnes.
Greco byl prvním šachovým profesionálem a působil v mnoha významných městech Evropy (Řím, Paříž, Londýn, Madrid). V roce 1619 vydal sbírku svých sto padesáti partií buď uměle vytvořených nebo sehraných proti neznámým soupeřům (označovaných jako NN) s názvem Trattato del nobilissimo giuoco degli scacchi, in quale è ritratto di guerra, et di ragion di stato, které patří k nejstarším zaznamenaným partiím vůbec. Sbírka měla velký ohlas i v zahraničí a tak ji Greco v roce 1625 přepracoval s ohledem na změny v pravidlech (zejména rošády).
|   | a | b | c | d | e | f | g | h |   |
| 8 | a8 černý věž · c8 černý střelec · d8 černý dáma · f8 černý král · h8 černý věž · a7 černý pěšec · b7 černý pěšec · c7 černý pěšec · d7 černý pěšec · e7 černý jezdec · f7 bílý střelec · g7 černý pěšec · h7 černý pěšec · e5 bílý jezdec · g5 bílý střelec · d4 černý střelec · b3 bílý dáma · a2 bílý pěšec · f2 bílý pěšec · g2 bílý pěšec · h2 bílý pěšec · f1 bílý věž · g1 bílý král | a8 černý věž · c8 černý střelec · d8 černý dáma · f8 černý král · h8 černý věž · a7 černý pěšec · b7 černý pěšec · c7 černý pěšec · d7 černý pěšec · e7 černý jezdec · f7 bílý střelec · g7 černý pěšec · h7 černý pěšec · e5 bílý jezdec · g5 bílý střelec · d4 černý střelec · b3 bílý dáma · a2 bílý pěšec · f2 bílý pěšec · g2 bílý pěšec · h2 bílý pěšec · f1 bílý věž · g1 bílý král | a8 černý věž · c8 černý střelec · d8 černý dáma · f8 černý král · h8 černý věž · a7 černý pěšec · b7 černý pěšec · c7 černý pěšec · d7 černý pěšec · e7 černý jezdec · f7 bílý střelec · g7 černý pěšec · h7 černý pěšec · e5 bílý jezdec · g5 bílý střelec · d4 černý střelec · b3 bílý dáma · a2 bílý pěšec · f2 bílý pěšec · g2 bílý pěšec · h2 bílý pěšec · f1 bílý věž · g1 bílý král | a8 černý věž · c8 černý střelec · d8 černý dáma · f8 černý král · h8 černý věž · a7 černý pěšec · b7 černý pěšec · c7 černý pěšec · d7 černý pěšec · e7 černý jezdec · f7 bílý střelec · g7 černý pěšec · h7 černý pěšec · e5 bílý jezdec · g5 bílý střelec · d4 černý střelec · b3 bílý dáma · a2 bílý pěšec · f2 bílý pěšec · g2 bílý pěšec · h2 bílý pěšec · f1 bílý věž · g1 bílý král | a8 černý věž · c8 černý střelec · d8 černý dáma · f8 černý král · h8 černý věž · a7 černý pěšec · b7 černý pěšec · c7 černý pěšec · d7 černý pěšec · e7 černý jezdec · f7 bílý střelec · g7 černý pěšec · h7 černý pěšec · e5 bílý jezdec · g5 bílý střelec · d4 černý střelec · b3 bílý dáma · a2 bílý pěšec · f2 bílý pěšec · g2 bílý pěšec · h2 bílý pěšec · f1 bílý věž · g1 bílý král | a8 černý věž · c8 černý střelec · d8 černý dáma · f8 černý král · h8 černý věž · a7 černý pěšec · b7 černý pěšec · c7 černý pěšec · d7 černý pěšec · e7 černý jezdec · f7 bílý střelec · g7 černý pěšec · h7 černý pěšec · e5 bílý jezdec · g5 bílý střelec · d4 černý střelec · b3 bílý dáma · a2 bílý pěšec · f2 bílý pěšec · g2 bílý pěšec · h2 bílý pěšec · f1 bílý věž · g1 bílý král | a8 černý věž · c8 černý střelec · d8 černý dáma · f8 černý král · h8 černý věž · a7 černý pěšec · b7 černý pěšec · c7 černý pěšec · d7 černý pěšec · e7 černý jezdec · f7 bílý střelec · g7 černý pěšec · h7 černý pěšec · e5 bílý jezdec · g5 bílý střelec · d4 černý střelec · b3 bílý dáma · a2 bílý pěšec · f2 bílý pěšec · g2 bílý pěšec · h2 bílý pěšec · f1 bílý věž · g1 bílý král | a8 černý věž · c8 černý střelec · d8 černý dáma · f8 černý král · h8 černý věž · a7 černý pěšec · b7 černý pěšec · c7 černý pěšec · d7 černý pěšec · e7 černý jezdec · f7 bílý střelec · g7 černý pěšec · h7 černý pěšec · e5 bílý jezdec · g5 bílý střelec · d4 černý střelec · b3 bílý dáma · a2 bílý pěšec · f2 bílý pěšec · g2 bílý pěšec · h2 bílý pěšec · f1 bílý věž · g1 bílý král | 8 |
| 7 | a8 černý věž · c8 černý střelec · d8 černý dáma · f8 černý král · h8 černý věž · a7 černý pěšec · b7 černý pěšec · c7 černý pěšec · d7 černý pěšec · e7 černý jezdec · f7 bílý střelec · g7 černý pěšec · h7 černý pěšec · e5 bílý jezdec · g5 bílý střelec · d4 černý střelec · b3 bílý dáma · a2 bílý pěšec · f2 bílý pěšec · g2 bílý pěšec · h2 bílý pěšec · f1 bílý věž · g1 bílý král | a8 černý věž · c8 černý střelec · d8 černý dáma · f8 černý král · h8 černý věž · a7 černý pěšec · b7 černý pěšec · c7 černý pěšec · d7 černý pěšec · e7 černý jezdec · f7 bílý střelec · g7 černý pěšec · h7 černý pěšec · e5 bílý jezdec · g5 bílý střelec · d4 černý střelec · b3 bílý dáma · a2 bílý pěšec · f2 bílý pěšec · g2 bílý pěšec · h2 bílý pěšec · f1 bílý věž · g1 bílý král | a8 černý věž · c8 černý střelec · d8 černý dáma · f8 černý král · h8 černý věž · a7 černý pěšec · b7 černý pěšec · c7 černý pěšec · d7 černý pěšec · e7 černý jezdec · f7 bílý střelec · g7 černý pěšec · h7 černý pěšec · e5 bílý jezdec · g5 bílý střelec · d4 černý střelec · b3 bílý dáma · a2 bílý pěšec · f2 bílý pěšec · g2 bílý pěšec · h2 bílý pěšec · f1 bílý věž · g1 bílý král | a8 černý věž · c8 černý střelec · d8 černý dáma · f8 černý král · h8 černý věž · a7 černý pěšec · b7 černý pěšec · c7 černý pěšec · d7 černý pěšec · e7 černý jezdec · f7 bílý střelec · g7 černý pěšec · h7 černý pěšec · e5 bílý jezdec · g5 bílý střelec · d4 černý střelec · b3 bílý dáma · a2 bílý pěšec · f2 bílý pěšec · g2 bílý pěšec · h2 bílý pěšec · f1 bílý věž · g1 bílý král | a8 černý věž · c8 černý střelec · d8 černý dáma · f8 černý král · h8 černý věž · a7 černý pěšec · b7 černý pěšec · c7 černý pěšec · d7 černý pěšec · e7 černý jezdec · f7 bílý střelec · g7 černý pěšec · h7 černý pěšec · e5 bílý jezdec · g5 bílý střelec · d4 černý střelec · b3 bílý dáma · a2 bílý pěšec · f2 bílý pěšec · g2 bílý pěšec · h2 bílý pěšec · f1 bílý věž · g1 bílý král | a8 černý věž · c8 černý střelec · d8 černý dáma · f8 černý král · h8 černý věž · a7 černý pěšec · b7 černý pěšec · c7 černý pěšec · d7 černý pěšec · e7 černý jezdec · f7 bílý střelec · g7 černý pěšec · h7 černý pěšec · e5 bílý jezdec · g5 bílý střelec · d4 černý střelec · b3 bílý dáma · a2 bílý pěšec · f2 bílý pěšec · g2 bílý pěšec · h2 bílý pěšec · f1 bílý věž · g1 bílý král | a8 černý věž · c8 černý střelec · d8 černý dáma · f8 černý král · h8 černý věž · a7 černý pěšec · b7 černý pěšec · c7 černý pěšec · d7 černý pěšec · e7 černý jezdec · f7 bílý střelec · g7 černý pěšec · h7 černý pěšec · e5 bílý jezdec · g5 bílý střelec · d4 černý střelec · b3 bílý dáma · a2 bílý pěšec · f2 bílý pěšec · g2 bílý pěšec · h2 bílý pěšec · f1 bílý věž · g1 bílý král | a8 černý věž · c8 černý střelec · d8 černý dáma · f8 černý král · h8 černý věž · a7 černý pěšec · b7 černý pěšec · c7 černý pěšec · d7 černý pěšec · e7 černý jezdec · f7 bílý střelec · g7 černý pěšec · h7 černý pěšec · e5 bílý jezdec · g5 bílý střelec · d4 černý střelec · b3 bílý dáma · a2 bílý pěšec · f2 bílý pěšec · g2 bílý pěšec · h2 bílý pěšec · f1 bílý věž · g1 bílý král | 7 |
| 6 | a8 černý věž · c8 černý střelec · d8 černý dáma · f8 černý král · h8 černý věž · a7 černý pěšec · b7 černý pěšec · c7 černý pěšec · d7 černý pěšec · e7 černý jezdec · f7 bílý střelec · g7 černý pěšec · h7 černý pěšec · e5 bílý jezdec · g5 bílý střelec · d4 černý střelec · b3 bílý dáma · a2 bílý pěšec · f2 bílý pěšec · g2 bílý pěšec · h2 bílý pěšec · f1 bílý věž · g1 bílý král | a8 černý věž · c8 černý střelec · d8 černý dáma · f8 černý král · h8 černý věž · a7 černý pěšec · b7 černý pěšec · c7 černý pěšec · d7 černý pěšec · e7 černý jezdec · f7 bílý střelec · g7 černý pěšec · h7 černý pěšec · e5 bílý jezdec · g5 bílý střelec · d4 černý střelec · b3 bílý dáma · a2 bílý pěšec · f2 bílý pěšec · g2 bílý pěšec · h2 bílý pěšec · f1 bílý věž · g1 bílý král | a8 černý věž · c8 černý střelec · d8 černý dáma · f8 černý král · h8 černý věž · a7 černý pěšec · b7 černý pěšec · c7 černý pěšec · d7 černý pěšec · e7 černý jezdec · f7 bílý střelec · g7 černý pěšec · h7 černý pěšec · e5 bílý jezdec · g5 bílý střelec · d4 černý střelec · b3 bílý dáma · a2 bílý pěšec · f2 bílý pěšec · g2 bílý pěšec · h2 bílý pěšec · f1 bílý věž · g1 bílý král | a8 černý věž · c8 černý střelec · d8 černý dáma · f8 černý král · h8 černý věž · a7 černý pěšec · b7 černý pěšec · c7 černý pěšec · d7 černý pěšec · e7 černý jezdec · f7 bílý střelec · g7 černý pěšec · h7 černý pěšec · e5 bílý jezdec · g5 bílý střelec · d4 černý střelec · b3 bílý dáma · a2 bílý pěšec · f2 bílý pěšec · g2 bílý pěšec · h2 bílý pěšec · f1 bílý věž · g1 bílý král | a8 černý věž · c8 černý střelec · d8 černý dáma · f8 černý král · h8 černý věž · a7 černý pěšec · b7 černý pěšec · c7 černý pěšec · d7 černý pěšec · e7 černý jezdec · f7 bílý střelec · g7 černý pěšec · h7 černý pěšec · e5 bílý jezdec · g5 bílý střelec · d4 černý střelec · b3 bílý dáma · a2 bílý pěšec · f2 bílý pěšec · g2 bílý pěšec · h2 bílý pěšec · f1 bílý věž · g1 bílý král | a8 černý věž · c8 černý střelec · d8 černý dáma · f8 černý král · h8 černý věž · a7 černý pěšec · b7 černý pěšec · c7 černý pěšec · d7 černý pěšec · e7 černý jezdec · f7 bílý střelec · g7 černý pěšec · h7 černý pěšec · e5 bílý jezdec · g5 bílý střelec · d4 černý střelec · b3 bílý dáma · a2 bílý pěšec · f2 bílý pěšec · g2 bílý pěšec · h2 bílý pěšec · f1 bílý věž · g1 bílý král | a8 černý věž · c8 černý střelec · d8 černý dáma · f8 černý král · h8 černý věž · a7 černý pěšec · b7 černý pěšec · c7 černý pěšec · d7 černý pěšec · e7 černý jezdec · f7 bílý střelec · g7 černý pěšec · h7 černý pěšec · e5 bílý jezdec · g5 bílý střelec · d4 černý střelec · b3 bílý dáma · a2 bílý pěšec · f2 bílý pěšec · g2 bílý pěšec · h2 bílý pěšec · f1 bílý věž · g1 bílý král | a8 černý věž · c8 černý střelec · d8 černý dáma · f8 černý král · h8 černý věž · a7 černý pěšec · b7 černý pěšec · c7 černý pěšec · d7 černý pěšec · e7 černý jezdec · f7 bílý střelec · g7 černý pěšec · h7 černý pěšec · e5 bílý jezdec · g5 bílý střelec · d4 černý střelec · b3 bílý dáma · a2 bílý pěšec · f2 bílý pěšec · g2 bílý pěšec · h2 bílý pěšec · f1 bílý věž · g1 bílý král | 6 |
| 5 | a8 černý věž · c8 černý střelec · d8 černý dáma · f8 černý král · h8 černý věž · a7 černý pěšec · b7 černý pěšec · c7 černý pěšec · d7 černý pěšec · e7 černý jezdec · f7 bílý střelec · g7 černý pěšec · h7 černý pěšec · e5 bílý jezdec · g5 bílý střelec · d4 černý střelec · b3 bílý dáma · a2 bílý pěšec · f2 bílý pěšec · g2 bílý pěšec · h2 bílý pěšec · f1 bílý věž · g1 bílý král | a8 černý věž · c8 černý střelec · d8 černý dáma · f8 černý král · h8 černý věž · a7 černý pěšec · b7 černý pěšec · c7 černý pěšec · d7 černý pěšec · e7 černý jezdec · f7 bílý střelec · g7 černý pěšec · h7 černý pěšec · e5 bílý jezdec · g5 bílý střelec · d4 černý střelec · b3 bílý dáma · a2 bílý pěšec · f2 bílý pěšec · g2 bílý pěšec · h2 bílý pěšec · f1 bílý věž · g1 bílý král | a8 černý věž · c8 černý střelec · d8 černý dáma · f8 černý král · h8 černý věž · a7 černý pěšec · b7 černý pěšec · c7 černý pěšec · d7 černý pěšec · e7 černý jezdec · f7 bílý střelec · g7 černý pěšec · h7 černý pěšec · e5 bílý jezdec · g5 bílý střelec · d4 černý střelec · b3 bílý dáma · a2 bílý pěšec · f2 bílý pěšec · g2 bílý pěšec · h2 bílý pěšec · f1 bílý věž · g1 bílý král | a8 černý věž · c8 černý střelec · d8 černý dáma · f8 černý král · h8 černý věž · a7 černý pěšec · b7 černý pěšec · c7 černý pěšec · d7 černý pěšec · e7 černý jezdec · f7 bílý střelec · g7 černý pěšec · h7 černý pěšec · e5 bílý jezdec · g5 bílý střelec · d4 černý střelec · b3 bílý dáma · a2 bílý pěšec · f2 bílý pěšec · g2 bílý pěšec · h2 bílý pěšec · f1 bílý věž · g1 bílý král | a8 černý věž · c8 černý střelec · d8 černý dáma · f8 černý král · h8 černý věž · a7 černý pěšec · b7 černý pěšec · c7 černý pěšec · d7 černý pěšec · e7 černý jezdec · f7 bílý střelec · g7 černý pěšec · h7 černý pěšec · e5 bílý jezdec · g5 bílý střelec · d4 černý střelec · b3 bílý dáma · a2 bílý pěšec · f2 bílý pěšec · g2 bílý pěšec · h2 bílý pěšec · f1 bílý věž · g1 bílý král | a8 černý věž · c8 černý střelec · d8 černý dáma · f8 černý král · h8 černý věž · a7 černý pěšec · b7 černý pěšec · c7 černý pěšec · d7 černý pěšec · e7 černý jezdec · f7 bílý střelec · g7 černý pěšec · h7 černý pěšec · e5 bílý jezdec · g5 bílý střelec · d4 černý střelec · b3 bílý dáma · a2 bílý pěšec · f2 bílý pěšec · g2 bílý pěšec · h2 bílý pěšec · f1 bílý věž · g1 bílý král | a8 černý věž · c8 černý střelec · d8 černý dáma · f8 černý král · h8 černý věž · a7 černý pěšec · b7 černý pěšec · c7 černý pěšec · d7 černý pěšec · e7 černý jezdec · f7 bílý střelec · g7 černý pěšec · h7 černý pěšec · e5 bílý jezdec · g5 bílý střelec · d4 černý střelec · b3 bílý dáma · a2 bílý pěšec · f2 bílý pěšec · g2 bílý pěšec · h2 bílý pěšec · f1 bílý věž · g1 bílý král | a8 černý věž · c8 černý střelec · d8 černý dáma · f8 černý král · h8 černý věž · a7 černý pěšec · b7 černý pěšec · c7 černý pěšec · d7 černý pěšec · e7 černý jezdec · f7 bílý střelec · g7 černý pěšec · h7 černý pěšec · e5 bílý jezdec · g5 bílý střelec · d4 černý střelec · b3 bílý dáma · a2 bílý pěšec · f2 bílý pěšec · g2 bílý pěšec · h2 bílý pěšec · f1 bílý věž · g1 bílý král | 5 |
| 4 | a8 černý věž · c8 černý střelec · d8 černý dáma · f8 černý král · h8 černý věž · a7 černý pěšec · b7 černý pěšec · c7 černý pěšec · d7 černý pěšec · e7 černý jezdec · f7 bílý střelec · g7 černý pěšec · h7 černý pěšec · e5 bílý jezdec · g5 bílý střelec · d4 černý střelec · b3 bílý dáma · a2 bílý pěšec · f2 bílý pěšec · g2 bílý pěšec · h2 bílý pěšec · f1 bílý věž · g1 bílý král | a8 černý věž · c8 černý střelec · d8 černý dáma · f8 černý král · h8 černý věž · a7 černý pěšec · b7 černý pěšec · c7 černý pěšec · d7 černý pěšec · e7 černý jezdec · f7 bílý střelec · g7 černý pěšec · h7 černý pěšec · e5 bílý jezdec · g5 bílý střelec · d4 černý střelec · b3 bílý dáma · a2 bílý pěšec · f2 bílý pěšec · g2 bílý pěšec · h2 bílý pěšec · f1 bílý věž · g1 bílý král | a8 černý věž · c8 černý střelec · d8 černý dáma · f8 černý král · h8 černý věž · a7 černý pěšec · b7 černý pěšec · c7 černý pěšec · d7 černý pěšec · e7 černý jezdec · f7 bílý střelec · g7 černý pěšec · h7 černý pěšec · e5 bílý jezdec · g5 bílý střelec · d4 černý střelec · b3 bílý dáma · a2 bílý pěšec · f2 bílý pěšec · g2 bílý pěšec · h2 bílý pěšec · f1 bílý věž · g1 bílý král | a8 černý věž · c8 černý střelec · d8 černý dáma · f8 černý král · h8 černý věž · a7 černý pěšec · b7 černý pěšec · c7 černý pěšec · d7 černý pěšec · e7 černý jezdec · f7 bílý střelec · g7 černý pěšec · h7 černý pěšec · e5 bílý jezdec · g5 bílý střelec · d4 černý střelec · b3 bílý dáma · a2 bílý pěšec · f2 bílý pěšec · g2 bílý pěšec · h2 bílý pěšec · f1 bílý věž · g1 bílý král | a8 černý věž · c8 černý střelec · d8 černý dáma · f8 černý král · h8 černý věž · a7 černý pěšec · b7 černý pěšec · c7 černý pěšec · d7 černý pěšec · e7 černý jezdec · f7 bílý střelec · g7 černý pěšec · h7 černý pěšec · e5 bílý jezdec · g5 bílý střelec · d4 černý střelec · b3 bílý dáma · a2 bílý pěšec · f2 bílý pěšec · g2 bílý pěšec · h2 bílý pěšec · f1 bílý věž · g1 bílý král | a8 černý věž · c8 černý střelec · d8 černý dáma · f8 černý král · h8 černý věž · a7 černý pěšec · b7 černý pěšec · c7 černý pěšec · d7 černý pěšec · e7 černý jezdec · f7 bílý střelec · g7 černý pěšec · h7 černý pěšec · e5 bílý jezdec · g5 bílý střelec · d4 černý střelec · b3 bílý dáma · a2 bílý pěšec · f2 bílý pěšec · g2 bílý pěšec · h2 bílý pěšec · f1 bílý věž · g1 bílý král | a8 černý věž · c8 černý střelec · d8 černý dáma · f8 černý král · h8 černý věž · a7 černý pěšec · b7 černý pěšec · c7 černý pěšec · d7 černý pěšec · e7 černý jezdec · f7 bílý střelec · g7 černý pěšec · h7 černý pěšec · e5 bílý jezdec · g5 bílý střelec · d4 černý střelec · b3 bílý dáma · a2 bílý pěšec · f2 bílý pěšec · g2 bílý pěšec · h2 bílý pěšec · f1 bílý věž · g1 bílý král | a8 černý věž · c8 černý střelec · d8 černý dáma · f8 černý král · h8 černý věž · a7 černý pěšec · b7 černý pěšec · c7 černý pěšec · d7 černý pěšec · e7 černý jezdec · f7 bílý střelec · g7 černý pěšec · h7 černý pěšec · e5 bílý jezdec · g5 bílý střelec · d4 černý střelec · b3 bílý dáma · a2 bílý pěšec · f2 bílý pěšec · g2 bílý pěšec · h2 bílý pěšec · f1 bílý věž · g1 bílý král | 4 |
| 3 | a8 černý věž · c8 černý střelec · d8 černý dáma · f8 černý král · h8 černý věž · a7 černý pěšec · b7 černý pěšec · c7 černý pěšec · d7 černý pěšec · e7 černý jezdec · f7 bílý střelec · g7 černý pěšec · h7 černý pěšec · e5 bílý jezdec · g5 bílý střelec · d4 černý střelec · b3 bílý dáma · a2 bílý pěšec · f2 bílý pěšec · g2 bílý pěšec · h2 bílý pěšec · f1 bílý věž · g1 bílý král | a8 černý věž · c8 černý střelec · d8 černý dáma · f8 černý král · h8 černý věž · a7 černý pěšec · b7 černý pěšec · c7 černý pěšec · d7 černý pěšec · e7 černý jezdec · f7 bílý střelec · g7 černý pěšec · h7 černý pěšec · e5 bílý jezdec · g5 bílý střelec · d4 černý střelec · b3 bílý dáma · a2 bílý pěšec · f2 bílý pěšec · g2 bílý pěšec · h2 bílý pěšec · f1 bílý věž · g1 bílý král | a8 černý věž · c8 černý střelec · d8 černý dáma · f8 černý král · h8 černý věž · a7 černý pěšec · b7 černý pěšec · c7 černý pěšec · d7 černý pěšec · e7 černý jezdec · f7 bílý střelec · g7 černý pěšec · h7 černý pěšec · e5 bílý jezdec · g5 bílý střelec · d4 černý střelec · b3 bílý dáma · a2 bílý pěšec · f2 bílý pěšec · g2 bílý pěšec · h2 bílý pěšec · f1 bílý věž · g1 bílý král | a8 černý věž · c8 černý střelec · d8 černý dáma · f8 černý král · h8 černý věž · a7 černý pěšec · b7 černý pěšec · c7 černý pěšec · d7 černý pěšec · e7 černý jezdec · f7 bílý střelec · g7 černý pěšec · h7 černý pěšec · e5 bílý jezdec · g5 bílý střelec · d4 černý střelec · b3 bílý dáma · a2 bílý pěšec · f2 bílý pěšec · g2 bílý pěšec · h2 bílý pěšec · f1 bílý věž · g1 bílý král | a8 černý věž · c8 černý střelec · d8 černý dáma · f8 černý král · h8 černý věž · a7 černý pěšec · b7 černý pěšec · c7 černý pěšec · d7 černý pěšec · e7 černý jezdec · f7 bílý střelec · g7 černý pěšec · h7 černý pěšec · e5 bílý jezdec · g5 bílý střelec · d4 černý střelec · b3 bílý dáma · a2 bílý pěšec · f2 bílý pěšec · g2 bílý pěšec · h2 bílý pěšec · f1 bílý věž · g1 bílý král | a8 černý věž · c8 černý střelec · d8 černý dáma · f8 černý král · h8 černý věž · a7 černý pěšec · b7 černý pěšec · c7 černý pěšec · d7 černý pěšec · e7 černý jezdec · f7 bílý střelec · g7 černý pěšec · h7 černý pěšec · e5 bílý jezdec · g5 bílý střelec · d4 černý střelec · b3 bílý dáma · a2 bílý pěšec · f2 bílý pěšec · g2 bílý pěšec · h2 bílý pěšec · f1 bílý věž · g1 bílý král | a8 černý věž · c8 černý střelec · d8 černý dáma · f8 černý král · h8 černý věž · a7 černý pěšec · b7 černý pěšec · c7 černý pěšec · d7 černý pěšec · e7 černý jezdec · f7 bílý střelec · g7 černý pěšec · h7 černý pěšec · e5 bílý jezdec · g5 bílý střelec · d4 černý střelec · b3 bílý dáma · a2 bílý pěšec · f2 bílý pěšec · g2 bílý pěšec · h2 bílý pěšec · f1 bílý věž · g1 bílý král | a8 černý věž · c8 černý střelec · d8 černý dáma · f8 černý král · h8 černý věž · a7 černý pěšec · b7 černý pěšec · c7 černý pěšec · d7 černý pěšec · e7 černý jezdec · f7 bílý střelec · g7 černý pěšec · h7 černý pěšec · e5 bílý jezdec · g5 bílý střelec · d4 černý střelec · b3 bílý dáma · a2 bílý pěšec · f2 bílý pěšec · g2 bílý pěšec · h2 bílý pěšec · f1 bílý věž · g1 bílý král | 3 |
| 2 | a8 černý věž · c8 černý střelec · d8 černý dáma · f8 černý král · h8 černý věž · a7 černý pěšec · b7 černý pěšec · c7 černý pěšec · d7 černý pěšec · e7 černý jezdec · f7 bílý střelec · g7 černý pěšec · h7 černý pěšec · e5 bílý jezdec · g5 bílý střelec · d4 černý střelec · b3 bílý dáma · a2 bílý pěšec · f2 bílý pěšec · g2 bílý pěšec · h2 bílý pěšec · f1 bílý věž · g1 bílý král | a8 černý věž · c8 černý střelec · d8 černý dáma · f8 černý král · h8 černý věž · a7 černý pěšec · b7 černý pěšec · c7 černý pěšec · d7 černý pěšec · e7 černý jezdec · f7 bílý střelec · g7 černý pěšec · h7 černý pěšec · e5 bílý jezdec · g5 bílý střelec · d4 černý střelec · b3 bílý dáma · a2 bílý pěšec · f2 bílý pěšec · g2 bílý pěšec · h2 bílý pěšec · f1 bílý věž · g1 bílý král | a8 černý věž · c8 černý střelec · d8 černý dáma · f8 černý král · h8 černý věž · a7 černý pěšec · b7 černý pěšec · c7 černý pěšec · d7 černý pěšec · e7 černý jezdec · f7 bílý střelec · g7 černý pěšec · h7 černý pěšec · e5 bílý jezdec · g5 bílý střelec · d4 černý střelec · b3 bílý dáma · a2 bílý pěšec · f2 bílý pěšec · g2 bílý pěšec · h2 bílý pěšec · f1 bílý věž · g1 bílý král | a8 černý věž · c8 černý střelec · d8 černý dáma · f8 černý král · h8 černý věž · a7 černý pěšec · b7 černý pěšec · c7 černý pěšec · d7 černý pěšec · e7 černý jezdec · f7 bílý střelec · g7 černý pěšec · h7 černý pěšec · e5 bílý jezdec · g5 bílý střelec · d4 černý střelec · b3 bílý dáma · a2 bílý pěšec · f2 bílý pěšec · g2 bílý pěšec · h2 bílý pěšec · f1 bílý věž · g1 bílý král | a8 černý věž · c8 černý střelec · d8 černý dáma · f8 černý král · h8 černý věž · a7 černý pěšec · b7 černý pěšec · c7 černý pěšec · d7 černý pěšec · e7 černý jezdec · f7 bílý střelec · g7 černý pěšec · h7 černý pěšec · e5 bílý jezdec · g5 bílý střelec · d4 černý střelec · b3 bílý dáma · a2 bílý pěšec · f2 bílý pěšec · g2 bílý pěšec · h2 bílý pěšec · f1 bílý věž · g1 bílý král | a8 černý věž · c8 černý střelec · d8 černý dáma · f8 černý král · h8 černý věž · a7 černý pěšec · b7 černý pěšec · c7 černý pěšec · d7 černý pěšec · e7 černý jezdec · f7 bílý střelec · g7 černý pěšec · h7 černý pěšec · e5 bílý jezdec · g5 bílý střelec · d4 černý střelec · b3 bílý dáma · a2 bílý pěšec · f2 bílý pěšec · g2 bílý pěšec · h2 bílý pěšec · f1 bílý věž · g1 bílý král | a8 černý věž · c8 černý střelec · d8 černý dáma · f8 černý král · h8 černý věž · a7 černý pěšec · b7 černý pěšec · c7 černý pěšec · d7 černý pěšec · e7 černý jezdec · f7 bílý střelec · g7 černý pěšec · h7 černý pěšec · e5 bílý jezdec · g5 bílý střelec · d4 černý střelec · b3 bílý dáma · a2 bílý pěšec · f2 bílý pěšec · g2 bílý pěšec · h2 bílý pěšec · f1 bílý věž · g1 bílý král | a8 černý věž · c8 černý střelec · d8 černý dáma · f8 černý král · h8 černý věž · a7 černý pěšec · b7 černý pěšec · c7 černý pěšec · d7 černý pěšec · e7 černý jezdec · f7 bílý střelec · g7 černý pěšec · h7 černý pěšec · e5 bílý jezdec · g5 bílý střelec · d4 černý střelec · b3 bílý dáma · a2 bílý pěšec · f2 bílý pěšec · g2 bílý pěšec · h2 bílý pěšec · f1 bílý věž · g1 bílý král | 2 |
| 1 | a8 černý věž · c8 černý střelec · d8 černý dáma · f8 černý král · h8 černý věž · a7 černý pěšec · b7 černý pěšec · c7 černý pěšec · d7 černý pěšec · e7 černý jezdec · f7 bílý střelec · g7 černý pěšec · h7 černý pěšec · e5 bílý jezdec · g5 bílý střelec · d4 černý střelec · b3 bílý dáma · a2 bílý pěšec · f2 bílý pěšec · g2 bílý pěšec · h2 bílý pěšec · f1 bílý věž · g1 bílý král | a8 černý věž · c8 černý střelec · d8 černý dáma · f8 černý král · h8 černý věž · a7 černý pěšec · b7 černý pěšec · c7 černý pěšec · d7 černý pěšec · e7 černý jezdec · f7 bílý střelec · g7 černý pěšec · h7 černý pěšec · e5 bílý jezdec · g5 bílý střelec · d4 černý střelec · b3 bílý dáma · a2 bílý pěšec · f2 bílý pěšec · g2 bílý pěšec · h2 bílý pěšec · f1 bílý věž · g1 bílý král | a8 černý věž · c8 černý střelec · d8 černý dáma · f8 černý král · h8 černý věž · a7 černý pěšec · b7 černý pěšec · c7 černý pěšec · d7 černý pěšec · e7 černý jezdec · f7 bílý střelec · g7 černý pěšec · h7 černý pěšec · e5 bílý jezdec · g5 bílý střelec · d4 černý střelec · b3 bílý dáma · a2 bílý pěšec · f2 bílý pěšec · g2 bílý pěšec · h2 bílý pěšec · f1 bílý věž · g1 bílý král | a8 černý věž · c8 černý střelec · d8 černý dáma · f8 černý král · h8 černý věž · a7 černý pěšec · b7 černý pěšec · c7 černý pěšec · d7 černý pěšec · e7 černý jezdec · f7 bílý střelec · g7 černý pěšec · h7 černý pěšec · e5 bílý jezdec · g5 bílý střelec · d4 černý střelec · b3 bílý dáma · a2 bílý pěšec · f2 bílý pěšec · g2 bílý pěšec · h2 bílý pěšec · f1 bílý věž · g1 bílý král | a8 černý věž · c8 černý střelec · d8 černý dáma · f8 černý král · h8 černý věž · a7 černý pěšec · b7 černý pěšec · c7 černý pěšec · d7 černý pěšec · e7 černý jezdec · f7 bílý střelec · g7 černý pěšec · h7 černý pěšec · e5 bílý jezdec · g5 bílý střelec · d4 černý střelec · b3 bílý dáma · a2 bílý pěšec · f2 bílý pěšec · g2 bílý pěšec · h2 bílý pěšec · f1 bílý věž · g1 bílý král | a8 černý věž · c8 černý střelec · d8 černý dáma · f8 černý král · h8 černý věž · a7 černý pěšec · b7 černý pěšec · c7 černý pěšec · d7 černý pěšec · e7 černý jezdec · f7 bílý střelec · g7 černý pěšec · h7 černý pěšec · e5 bílý jezdec · g5 bílý střelec · d4 černý střelec · b3 bílý dáma · a2 bílý pěšec · f2 bílý pěšec · g2 bílý pěšec · h2 bílý pěšec · f1 bílý věž · g1 bílý král | a8 černý věž · c8 černý střelec · d8 černý dáma · f8 černý král · h8 černý věž · a7 černý pěšec · b7 černý pěšec · c7 černý pěšec · d7 černý pěšec · e7 černý jezdec · f7 bílý střelec · g7 černý pěšec · h7 černý pěšec · e5 bílý jezdec · g5 bílý střelec · d4 černý střelec · b3 bílý dáma · a2 bílý pěšec · f2 bílý pěšec · g2 bílý pěšec · h2 bílý pěšec · f1 bílý věž · g1 bílý král | a8 černý věž · c8 černý střelec · d8 černý dáma · f8 černý král · h8 černý věž · a7 černý pěšec · b7 černý pěšec · c7 černý pěšec · d7 černý pěšec · e7 černý jezdec · f7 bílý střelec · g7 černý pěšec · h7 černý pěšec · e5 bílý jezdec · g5 bílý střelec · d4 černý střelec · b3 bílý dáma · a2 bílý pěšec · f2 bílý pěšec · g2 bílý pěšec · h2 bílý pěšec · f1 bílý věž · g1 bílý král | 1 |
|   | a | b | c | d | e | f | g | h |   |

V roce 1626 odcestoval Greco do Západní Indie, kde pravděpodobně v roce 1634 zemřel. Po jeho smrti byly jeho šachové rukopisy publikovány roku 1665 v Londýně.

## Greco, Gioacchino – NN [C54], kolem 1625
1. e4 e5 2. Jf3 Jc6 3. Sc4 Sc5 (po jasných vývinových tazích obou stran vzniká na šachovnici italská hra) 4. c3 ( tento tah je teorií analyzován až do remízy věčným šachem, proto se dnes italská hra na nejvyšší úrovni téměř neobjevuje, bílý mohl zahrát i 4. d3 což je však málo agresivní a černý snadno vyrovnává hru, tahem 4. c3 plánuje bílý zahrát 5. d4) 4. ..Jf6 5. d4 exd4 6. cxd4 Sb4+ 7. Jc3 (za dokončení vývinu a útok proti černému králi obětuje bílý další materiál) 7… Jxe4 (mnohem lepší je narušení bílého středu tahem 7.. d5!, jenž našel o 200 let později Wilhelm Steinitz) 8. 0 – 0 Jxc3 9. bxc3 Sxc3 10. Db3 Sxa1 černý má o věž více, ale jeho král uvázl v centru a figury bílého se nádherně rozehrály) 11. Sxf7+ Kf8 12.Sg5 (i černopolný střelec bílého se s tempem zapojuje do útoku) 12…Je7 13. Je5 Sxd4 (nebo 12…g6 13. Df3 Kg7 14.Sf6 Kb8 15. Dh3 mat) 14. Sg6! (hrozí Df7 mat, odpověď černého je vynucena) 14…d5 15. Df3 Sf5 16.Sxf5 Sxe5 17.Se6 Sf6 (nebo 17…Ke8 18. Df7 mat) 18. Sxf6 gxf6 (nebo 18…Ke8 19. Sxg7) 19. Dxf6+ Ke8 20. Df7 mat (svěží partie demonstrující lehkost vedení šachové partie v 17. století). 1-0
- Partie Greco - NN na Chessgames.com